# Mare Ingenii
Mer de l'Ingénuité
Mare Ingenii (mer de l'Ingénuité, en latin) est une des rares maria lunaires situées sur la face cachée de la lune. Elle est située dans le bassin Ingenii, dont le matériau remonte à l'ère du pré-nectarien. Le matériau de la mer et des cratères proches remonte à l'ère de l'imbrien supérieur. L'objet principal de cette mer est le cratère Thomson (112 km de diamètre). Un cratère notable est Obruchev, dans la région sud d'Ingenii.